# 김길수 (범죄인)
김길수(1987년 ~ )는 대한민국의 범죄자이다. 2023년 11월 수감 중 외부 병원에서 치료를 받다가 도주하였다.

## 탈옥
옷을 계속 바꿔입어가며 도주가 장기화 될 가능성이 높아지자 교정당국은 현상금을 1,000만원으로 올렸다.
2023년 11월 6일 의정부에서 검거되었다.

## 범죄전력
- 2011년 4월 특수강도강간죄 등으로 징역 6년을 선고받은 전력도 있다.[4]
- 총 5억원 상당의 전세보증금을 빼돌린 혐의로 경찰 수사를 받고 있다.[5]

## 같이 보기
- 후쿠다 가즈코 - 5,000일 넘는 도피 행동을 벌인 일본의 살인자
- 신창원